# أنالانجيروفو
منطقة أنالانجيروفو (بالملغاشية:Analanjirofo) هي واحدة من المناطق الإدارية في مدغشقر. تقع شمال شرق الجزيرة و عاصمتها مدينة فينواريفو أتسينانانا (Fenoarivo Atsinanana). تحدها من الشمال منطقة سافا و من الغرب منطقة صوفيا و من الجنوب منطقتي أتسينانانا و ألوترا مانغورو.
في 2004 قدر عدد سكان المنطقة ب 860,800 نسمة في حين تبلغ المساحة الكلية 21930 كم².

## وصلات خارجية
- الموقع الرسمي لمنطقة انالانجيروفو